# Tripterygion
Genre
Synonymes
- Triptergium[1]
- Tripterigium[1]
- Tripterygium[1]
- Trypterigium[1]
- Trypterygion[1]
- Trypterygium[1]

Tripterygion est un genre de blennies de la famille des Tripterygiidae. 

## Liste d'espèces
Selon World Register of Marine Species (9 avril 2021) :
- Tripterygion delaisi Cadenat & Blache, 1970
- Tripterygion melanurum Guichenot, 1850
- Tripterygion tartessicum Carreras-Carbonell, Pascual & Macpherson, 2007
- Tripterygion tripteronotum (Risso, 1810)

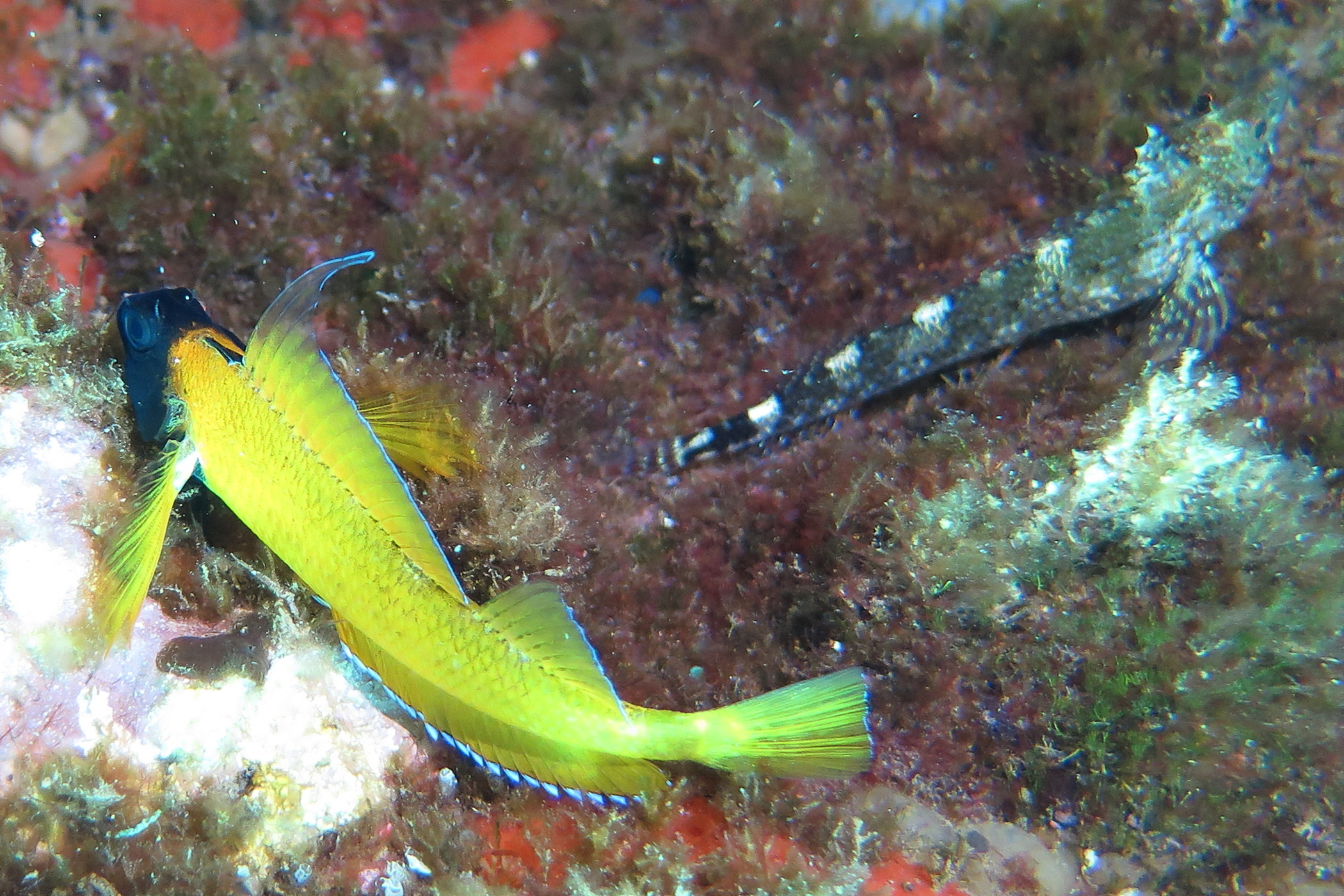
Tripterygion delaisi mâle et femelle.
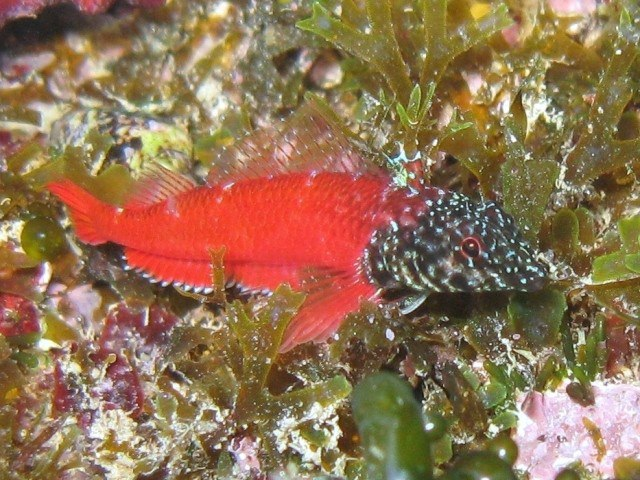
Tripterygion melanurus.
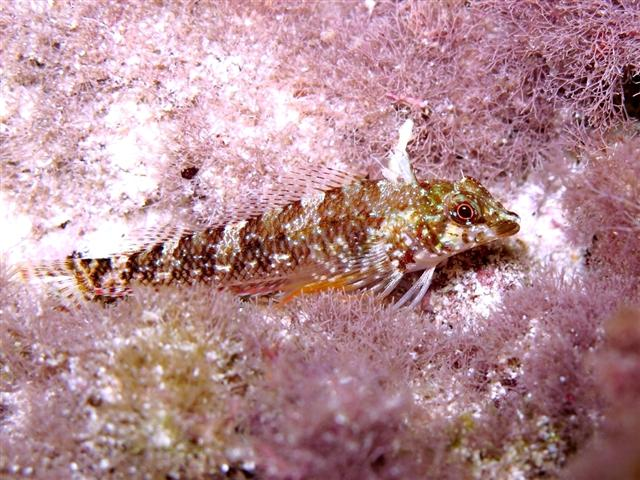
Tripterygion tartessicum.
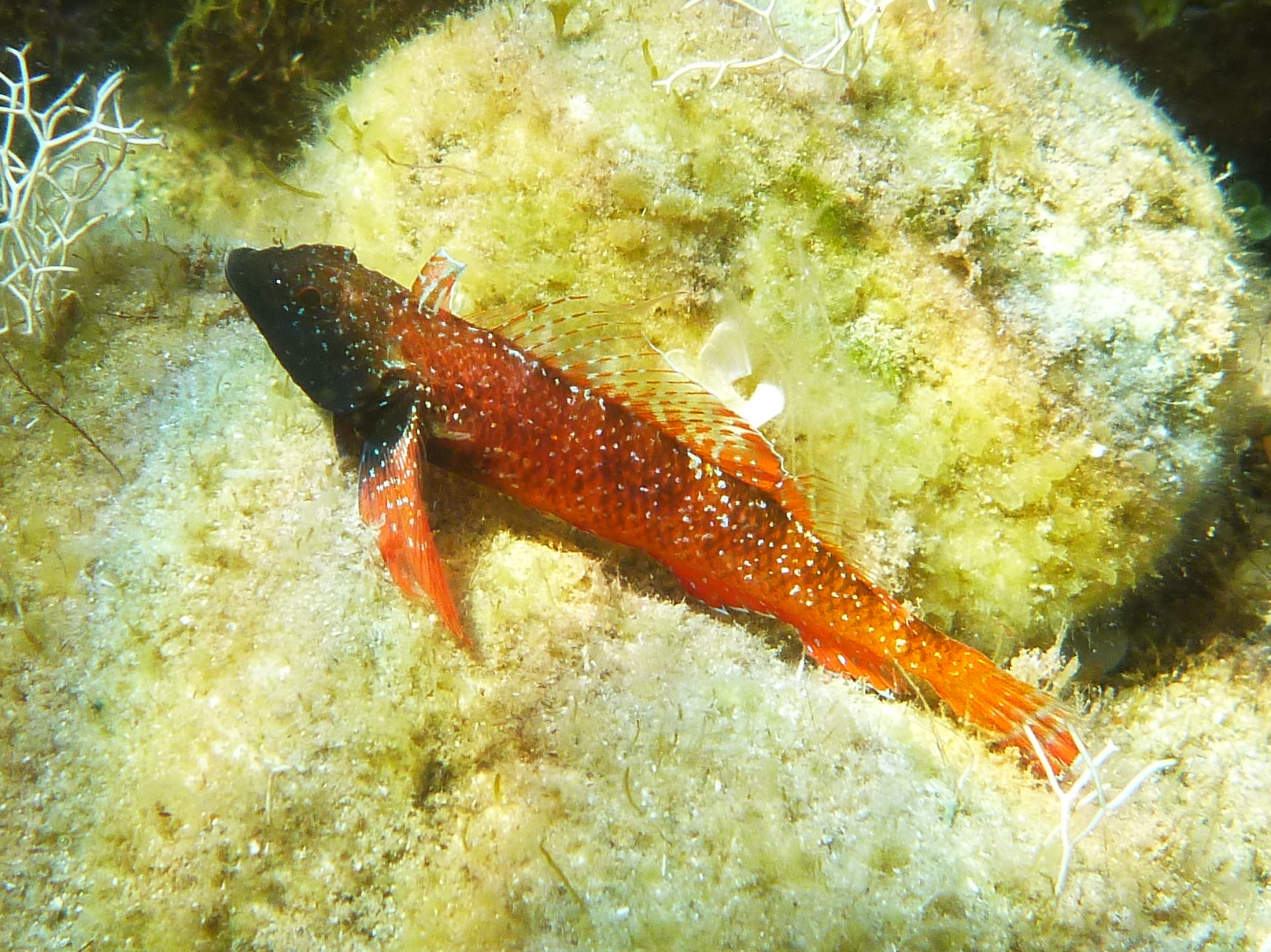
Tripterygion tripteronotum.